# Imgreite
L'imgreite è un minerale non riconosciuto dall'IMA nel 1968 perché appare essere un membro povero di Ti della serie melonite-merenskyite.